# Coxcatlán (Puebla)
Coxcatlán è una municipalità dello stato di Puebla, nel Messico centrale, il cui capoluogo è la località omonima.
Conta 19.639 abitanti (2010) e ha una estensione di 247,68 km². 	 	
Il significato del nome della località in lingua azteca è luogo dove la gente usa collane.